# Драфт ВНБА 1997 года
Драфт ВНБА 1997 года прошёл 28 апреля, в понедельник, в студии развлечений НБА (англ. NBA Entertainment Studios) в городке Секокус, штат Нью-Джерси. Этот драфт стал первым драфтом ВНБА, к участию в котором были допущены не только игроки после окончания колледжа и игроки-иностранцы, но и профессиональные баскетболистки из других лиг. В отличие от всех последующих драфтов первый проходил в три этапа, в которых команды комплектовали свой состав.
На первом этапе, 22 января, проходило начальное распределение игроков, во время которого 16 баскетболисток были распределены среди восьми клубов в произвольном порядке. На втором этапе проходил так называемый элитный драфт, во время которого были выбраны игроки, выступавшие в профессиональных лигах, как правило международных, который состоялся 27 февраля в два раунда и добавил ещё по два игрока в каждую команду, а под первым номером в нём клубом «Юта Старз» была выбрана защитник Дина Хэд. На третьем же этапе, 28 апреля, проходил основной драфт, состоявший из четырёх раундов, а под первым номером на нём командой «Хьюстон Кометс» была выбрана 22-летняя Тина Томпсон, форвард из университета Южной Калифорнии. Помимо Томпсон в составе «Кометс» оказались ещё две суперзвезды тех времён, Синтия Купер и Шерил Свупс, триумвират которых помог «Кометс» выиграть четыре первых чемпионата подряд.
Всего на этом драфте было выбрано 48 баскетболисток, из них 41 из США и по одной из Франции (Изабелла Фиалковски), Бразилии (Жанет Аркейн), Японии (Микико Хагивара), Китая (Чжэн Хайся), Чехии (Ева Немцова), Великобритании (Андреа Конгривз) и Италии (Катарина Поллини).

## Легенда к драфту
|  | Выделены игроки, выбранные в Баскетбольный зал славы                      |
|  | Выделены участники Матча всех звёзд ВНБА и игроки сборной всех звёзд ВНБА |
|  | Выделены участники Матча всех звёзд ВНБА                                  |
|  | Выделены игроки сборной всех звёзд ВНБА                                   |
|  | Выделены игроки, не игравшие в ВНБА                                       |

## Начальное распределение игроков

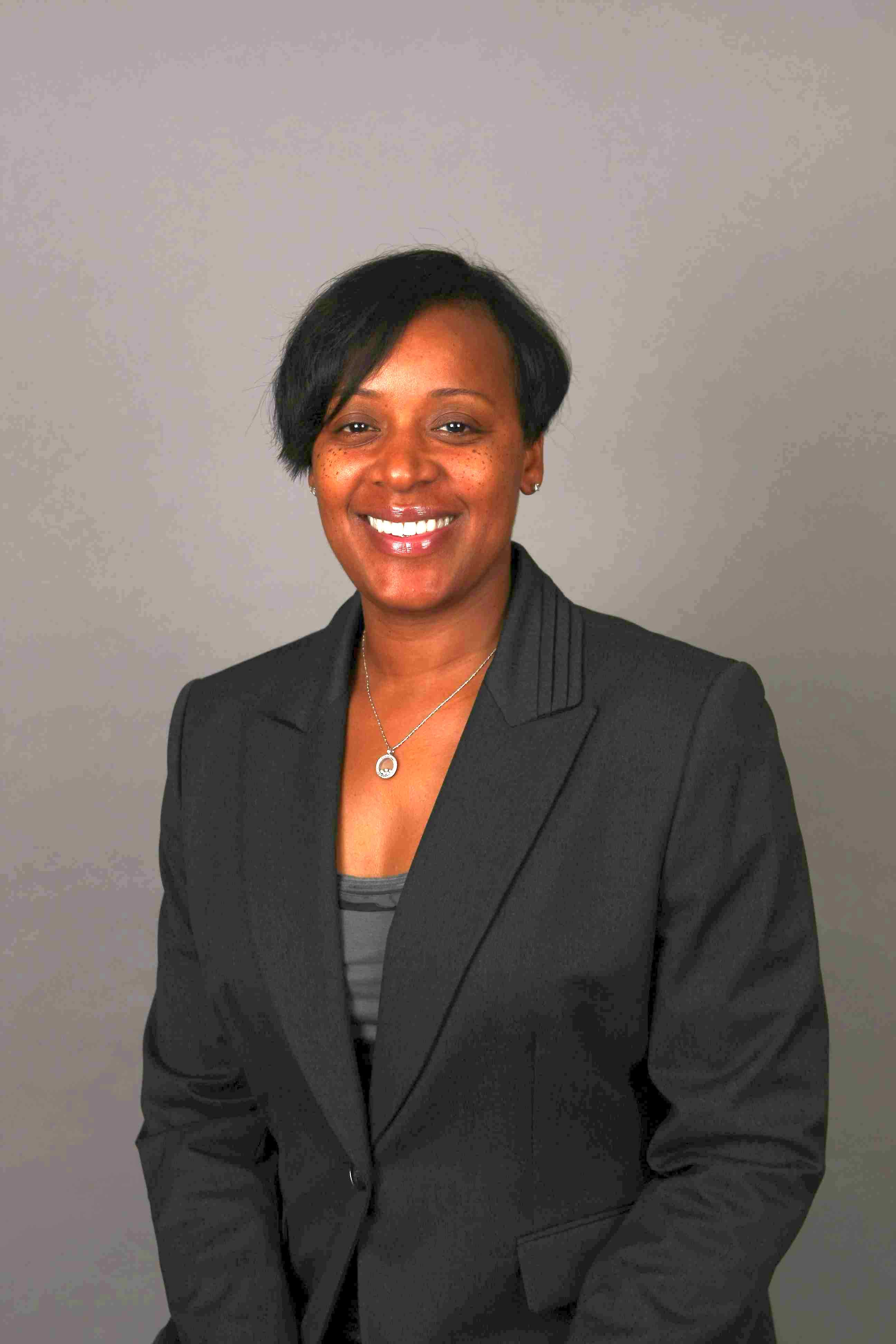
Мишель Эдвардс, 4-й номер при начальном распределении игроков

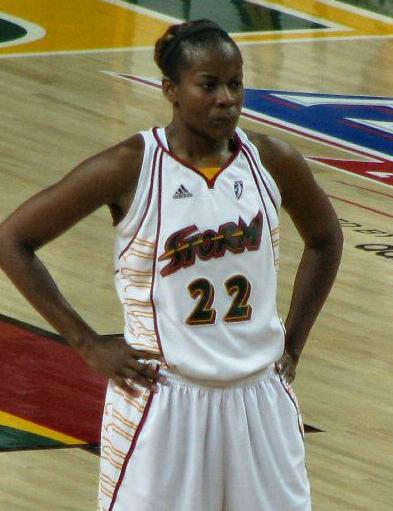
Шерил Свупс, 5-й номер при начальном распределении игроков

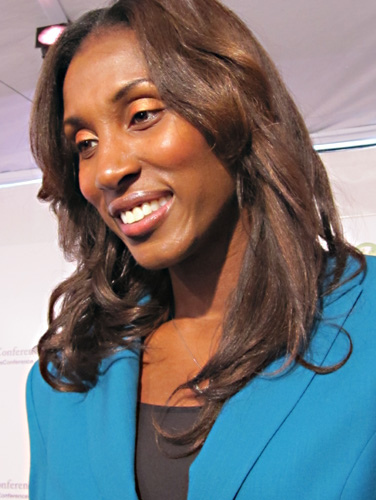
Лиза Лесли, 7-й номер при начальном распределении игроков

| Выбор | Игрок                   | Позиция             | Гражданство | Новая команда       | Бывшая команда      | Университет                              |
| ----- | ----------------------- | ------------------- | ----------- | ------------------- | ------------------- | ---------------------------------------- |
| 1     | Вики Баллетт            | Форвард / Центровая | США         | Шарлотт Стинг       | ТМК Ахена Чезена    | Мэрилендский университет в Колледж-Парке |
| 2     | Андреа Стинсон          | Защитник            | США         | Шарлотт Стинг       | Осра Тьене          | Университет штата Северная Каролина      |
| 3     | Дженис Лоуренс-Брэкстон | Центровая           | США         | Кливленд Рокерс     | Примиджи Виченца    | Технологический университет Луизианы     |
| 4     | Мишель Эдвардс          | Защитник            | США         | Кливленд Рокерс     | Баскет Бис Павия    | Айовский университет                     |
| 5     | Шерил Свупс             | Защитник / Форвард  | США         | Хьюстон Кометс      | Баскет Бари         | Технологический университет Техаса       |
| 6     | Синтия Купер            | Защитник            | США         | Хьюстон Кометс      | Дон Риццо Алькамо   | Университет Южной Калифорнии             |
| 7     | Лиза Лесли              | Центровая           | США         | Лос-Анджелес Спаркс | Сицилгессо Алькамо  | Университет Южной Калифорнии             |
| 8     | Пенни Толер             | Защитник            | США         | Лос-Анджелес Спаркс | Альтамира Феррара   | Университет штата Калифорния в Лонг-Бич  |
| 9     | Ребекка Лобо            | Центровая / Форвард | США         | Нью-Йорк Либерти    | —                   | Университет Коннектикута                 |
| 10    | Тереза Уизерспун        | Защитник            | США         | Нью-Йорк Либерти    | Пул Коменсе         | Технологический университет Луизианы     |
| 11    | Мишель Тиммс            | Защитник            | Австралия   | Финикс Меркури      | Голд-Зак Вупперталь | —                                        |
| 12    | Дженнифер Гиллом        | Форвард / Центровая | США         | Финикс Меркури      | АК Спортинг Афины   | Университет Миссисипи                    |
| 13    | Рути Болтон             | Защитник            | США         | Сакраменто Монархс  | —                   | Обернский университет                    |
| 14    | Бриджетт Гордон         | Форвард             | США         | Сакраменто Монархс  | Пул Коменсе         | Университет Теннесси                     |
| 15    | Елена Баранова          | Центровая / Форвард | Россия      | Юта Старз           | ЦСКА (Москва)       | —                                        |
| 16    | Леди Хардмон            | Защитник            | США         | Юта Старз           | Беретта Фамила Скио | Университет Джорджии                     |

## Элитный драфт

### Первый раунд

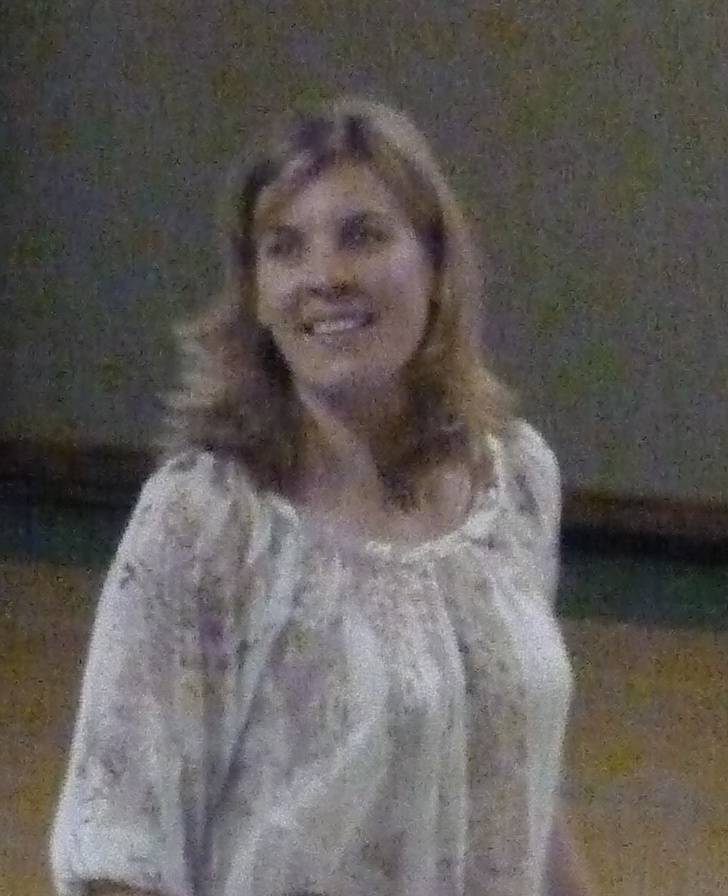
2-й номер элитного драфта, Изабелла Фиялковски

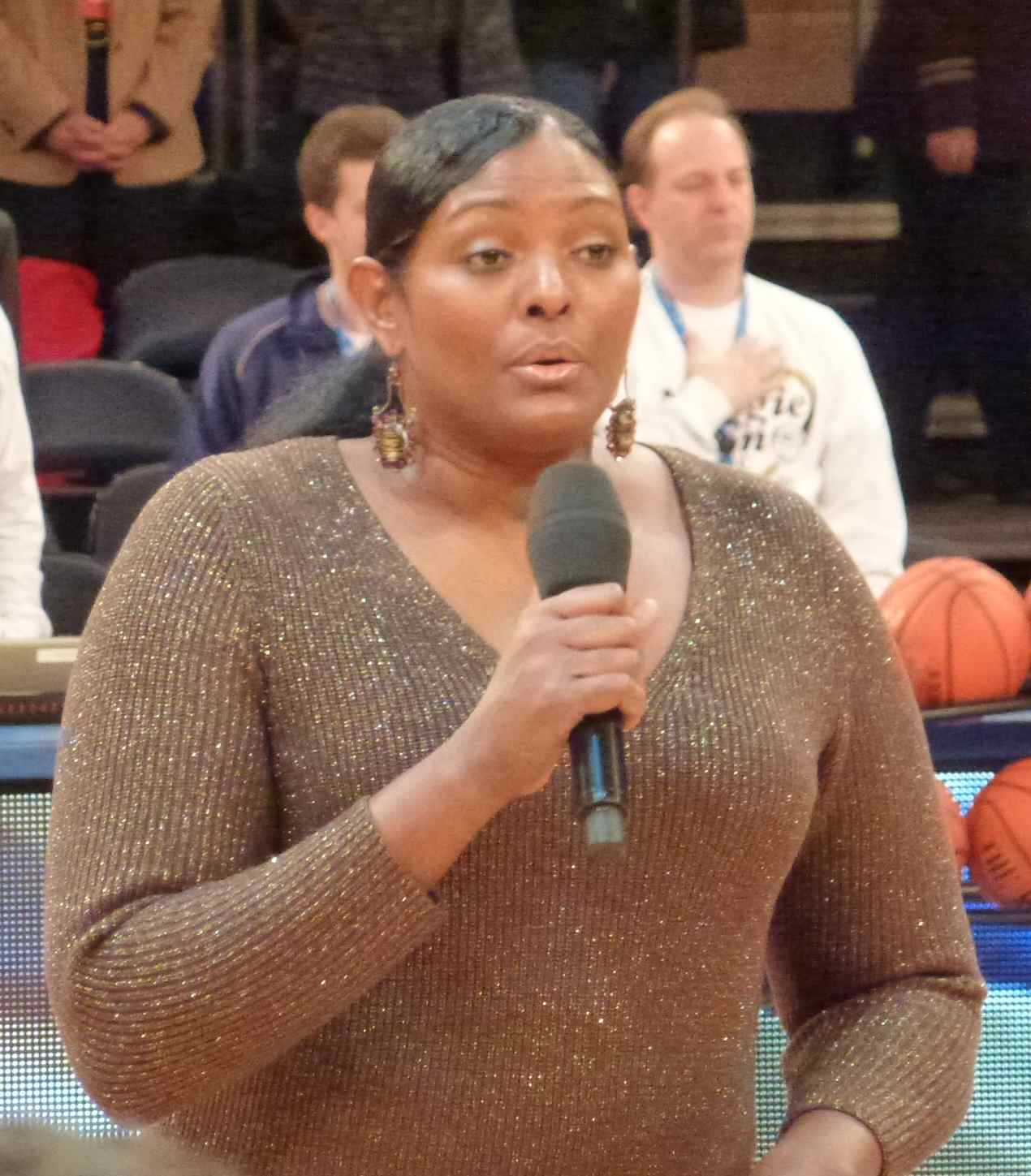
Ким Хэмптон, 4-й номер элитного драфта

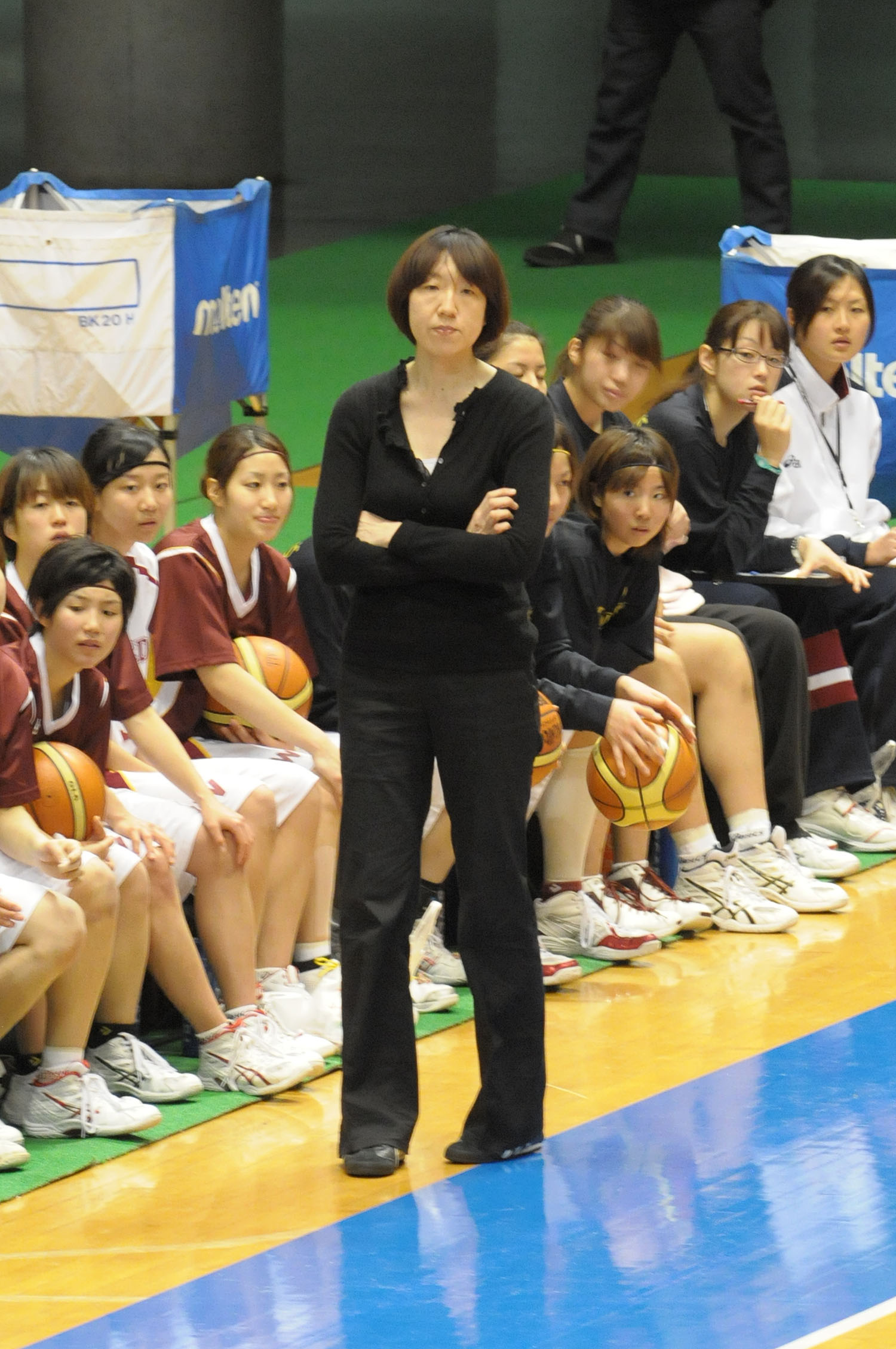
Микико Хагивара, 14-й номер элитного драфта

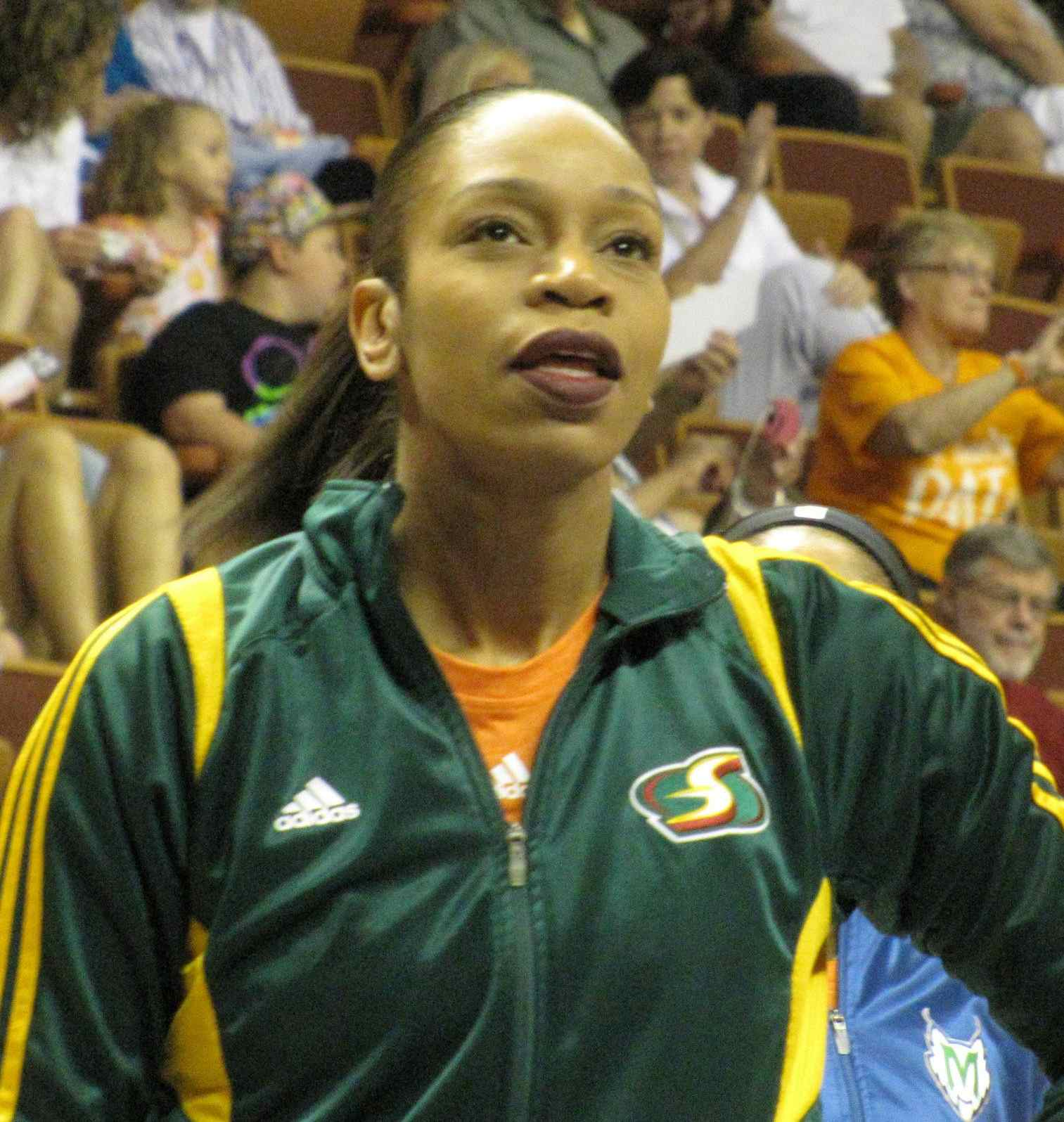
Тина Томпсон, 1-й номер драфта

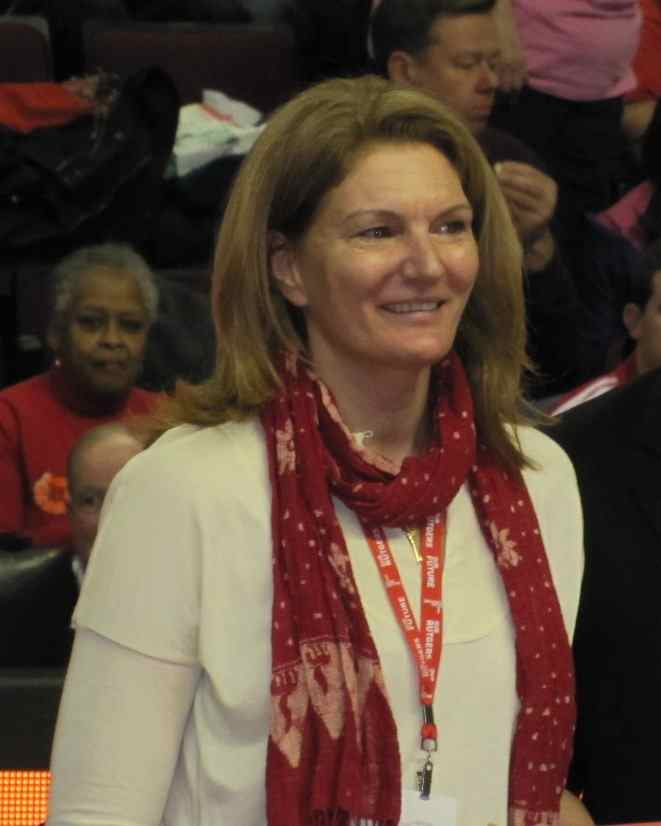
Сью Уикс, 6-й номер драфта

| Выбор | Игрок               | Позиция             | Гражданство | Команда драфта      | Бывшая команда                     | Университет                         |
| ----- | ------------------- | ------------------- | ----------- | ------------------- | ---------------------------------- | ----------------------------------- |
| 1     | Дина Хэд            | Защитник            | США         | Юта Старз           | БАК Миранд                         | Университет Теннесси                |
| 2     | Изабелла Фиалковски | Центровая / Форвард | Франция     | Кливленд Рокерс     | CJM Бурж Баскет                    | Колорадский университет в Боулдере  |
| 3     | Ронда Мэпп          | Центровая / Форвард | США         | Шарлотт Стинг       | Исаб Энерджи Приоло                | Университет штата Северная Каролина |
| 4     | Ким Хэмптон         | Центровая / Форвард | США         | Нью-Йорк Либерти    | Испания, Италия, Франция и Япония  | Университет штата Аризона           |
| 5     | Ванда Гайтон        | Форвард             | США         | Хьюстон Кометс      | Япония, Италия, Испания и Германия | Университет Южной Флориды           |
| 6     | Джуди Мосли-Макэфи  | Форвард             | США         | Сакраменто Монархс  | ДКСК Борсод-Чем Мишкольц           | Гавайский университет в Маноа       |
| 7     | Бриджет Петтис      | Форвард             | США         | Финикс Меркури      | —                                  | Флоридский университет              |
| 8     | Дэдра Чарльз        | Центровая           | США         | Лос-Анджелес Спаркс | Тарб Жесп Бигор                    | Университет Теннесси                |

### Второй раунд
| Выбор | Игрок           | Позиция            | Гражданство | Команда драфта      | Бывшая команда       | Университет                          |
| ----- | --------------- | ------------------ | ----------- | ------------------- | -------------------- | ------------------------------------ |
| 9     | Венди Палмер    | Форвард            | США         | Юта Старз           | —                    | Университет Виргинии                 |
| 10    | Линетт Вудард   | Защитник           | США         | Кливленд Рокерс     | Дайва Секьюритис     | Канзасский университет               |
| 11    | Мики Аткинс     | Форвард            | США         | Шарлотт Стинг       | —                    | Технологический университет Техаса   |
| 12    | Вики Джонсон    | Защитник / Форвард | США         | Нью-Йорк Либерти    | Тарб Жесп Бигор      | Технологический университет Луизианы |
| 13    | Жанет Аркейн    | Защитник / Форвард | Бразилия    | Хьюстон Кометс      | Сорокаба (Сан-Паулу) | —                                    |
| 14    | Микико Хагивара | Защитник           | Япония      | Сакраменто Монархс  | Япония               | —                                    |
| 15    | Нэнси Либерман  | Защитник           | США         | Финикс Меркури      | Вашингтон Дженералс  | Университет Старого Доминиона        |
| 16    | Чжэн Хайся      | Центровая          | Китай       | Лос-Анджелес Спаркс | Китай                | —                                    |

## Основной драфт

### Первый раунд
| Выбор | Игрок           | Позиция             | Гражданство | Команда драфта      | Университет/ Бывшая команда  |
| ----- | --------------- | ------------------- | ----------- | ------------------- | ---------------------------- |
| 1     | Тина Томпсон    | Форвард             | США         | Хьюстон Кометс      | Университет Южной Калифорнии |
| 2     | Памела Макги    | Центровая           | США         | Сакраменто Монархс  | Университет Южной Калифорнии |
| 3     | Джамиля Уайдман | Защитник            | США         | Лос-Анджелес Спаркс | Стэнфордский университет     |
| 4     | Ева Немцова     | Форвард / Защитник  | Чехия       | Кливленд Рокерс     | CJM Бурж Баскет              |
| 5     | Тэмми Рейсс     | Защитник            | США         | Юта Старз           | Университет Виргинии         |
| 6     | Сью Уикс        | Форвард             | США         | Нью-Йорк Либерти    | Ратгерский университет       |
| 7     | Тора Субер      | Защитник            | США         | Шарлотт Стинг       | Университет Виргинии         |
| 8     | Тони Фостер     | Форвард / Центровая | США         | Финикс Меркури      | Айовский университет         |

### Второй раунд
| Выбор | Игрок           | Позиция             | Гражданство | Команда драфта      | Университет/ Бывшая команда              |
| ----- | --------------- | ------------------- | ----------- | ------------------- | ---------------------------------------- |
| 9     | Тиа Джексон     | Защитник / Форвард  | США         | Финикс Меркури      | Айовский университет                     |
| 10    | Шэрон Мэннинг   | Центровая / Форвард | США         | Шарлотт Стинг       | Университет штата Северная Каролина      |
| 11    | София Уизерспун | Защитник            | США         | Нью-Йорк Либерти    | Флоридский университет                   |
| 12    | Джесси Хикс     | Форвард / Центровая | США         | Юта Старз           | Мэрилендский университет в Колледж-Парке |
| 13    | Мерлакия Джонс  | Защитник / Форвард  | США         | Кливленд Рокерс     | Флоридский университет                   |
| 14    | Тамека Диксон   | Защитник            | США         | Лос-Анджелес Спаркс | Канзасский университет                   |
| 15    | Деник Грейвз    | Центровая           | США         | Сакраменто Монархс  | Говардский университет                   |
| 16    | Тэмми Джексон   | Форвард / Центровая | США         | Хьюстон Кометс      | Флоридский университет                   |

### Третий раунд
| Выбор | Игрок            | Позиция             | Гражданство | Команда драфта      | Университет/ Бывшая команда              |
| ----- | ---------------- | ------------------- | ----------- | ------------------- | ---------------------------------------- |
| 17    | Рэйчел Сперлок   | Центровая           | США         | Хьюстон Кометс      | Технологический университет Луизианы     |
| 18    | Шантель Тремитир | Защитник            | США         | Сакраменто Монархс  | Обернский университет                    |
| 19    | Катрина Коллетон | Защитник            | США         | Лос-Анджелес Спаркс | Мэрилендский университет в Колледж-Парке |
| 20    | Тина Николсон    | Защитник            | США         | Кливленд Рокерс     | Университет штата Пенсильвания           |
| 21    | Риган Скотт      | Форвард / Центровая | США         | Юта Старз           | Колорадский университет в Боулдере       |
| 22    | Трина Трайс      | Форвард / Центровая | США         | Нью-Йорк Либерти    | Университет штата Северная Каролина      |
| 23    | Дебра Уильямс    | Защитник            | США         | Шарлотт Стинг       | Технологический университет Луизианы     |
| 24    | Юмеки Уэбб       | Защитник / Форвард  | США         | Финикс Меркури      | Университет штата Северная Каролина      |

### Четвёртый раунд
| Выбор | Игрок            | Позиция             | Гражданство    | Команда драфта      | Университет/ Бывшая команда       |
| ----- | ---------------- | ------------------- | -------------- | ------------------- | --------------------------------- |
| 25    | Моник Эмберс     | Форвард             | США            | Финикс Меркури      | Университет штата Аризона         |
| 26    | Андреа Конгривз  | Форвард / Центровая | Великобритания | Шарлотт Стинг       | Университет Мерсера               |
| 27    | Киша Форд        | Защитник / Форвард  | США            | Нью-Йорк Либерти    | Технологический институт Джорджии |
| 28    | Ким Уильямс      | Защитник            | США            | Юта Старз           | Университет Де Поля               |
| 29    | Анита Максвелл   | Форвард             | США            | Кливленд Рокерс     | Университет штата Нью-Мексико     |
| 30    | Травеса Гант     | Центровая           | США            | Лос-Анджелес Спаркс | Ламарский университет             |
| 31    | Таяма Абрахам    | Центровая           | США            | Сакраменто Монархс  | Университет Джорджа Вашингтона    |
| 32    | Катарина Поллини | Форвард             | Италия         | Хьюстон Кометс      | Пул Коменсе                       |

## Комментарии
1. ↑  Нэнси Либерман является самой возрастной баскетболисткой ВНБА, которая провела 25 матчей в сезоне 1997 года за «Финикс Меркури» в возрасте 39 лет.